# 二階堂氏
二階堂氏（にかいどうし）は、日本の氏族。

## 概説
下級貴族（官人）、軍事貴族（武家）、名門（高家）、幕府官僚（幕臣）の一氏族。特に陸奥国岩瀬郡須賀川を支配し須賀川城を居城とした戦国大名が著名である。
二階堂氏は藤原姓で、藤原南家乙麻呂流工藤氏の流れである。工藤行政は文官として源頼朝に仕え、建久3年（1192年）11月25日に建立された永福寺（二階建ての仏堂があった）の周辺に邸宅を構えた為、二階堂氏を称したという。行政には行光と行村の二人の子がいた。行光は鎌倉幕府の政所執事に任命され、一時親族の伊賀光宗が任じられた以外は二階堂氏から同職が補任される慣例が成立した。当初は行光を祖とする「信濃流」と呼ばれる一族が執事職を占めていたが、鎌倉時代中期に信濃流嫡流の執事の相次ぐ急逝によって信濃流庶流や行村を祖とする「隠岐流」を巻き込んだ執事職を巡る争いが発生し、鎌倉時代末期には信濃流の二階堂行貞の系統と隠岐流の二階堂行藤の系統が交互に執事の地位を占め、前者は室町幕府でも評定衆の地位にあった。
二階堂氏の子孫は実務官僚として鎌倉幕府・建武政権・室町幕府に仕え、その所領は日本全国に散在しており、多くの庶子家を出した。喜連川藩の家老であった二階堂氏は元は上総国椎津城を与えられた鎌倉府の家臣で、小弓公方成立時にその傘下に入りそのまま喜連川氏に従った椎津二階堂氏の出身であるが、鎌倉府に仕えた二階堂氏の系統が複数あるため、どの系統につながる二階堂氏かは不明である。

### 隠岐流二階堂氏
鎌倉時代の二階堂行政の子・行村の流れで鎌倉時代中期から建武政権、室町幕府にかけて執事、評定衆、検非違使、高家として活躍した。細かく分けると、行村の子である元行を祖とする「隠岐家」、同じく行村の子である行義を祖とする「出羽家」、同じく行村の子である行久を祖とする「常陸家」、同じく行村の子である行方を祖とする「和泉家」、行義の子である行有から分かれた「備中家」（広義の「出羽家」に含まれる）に分けられる。
嫡流であった隠岐家は霜月騒動の影響で衰退し、本拠地を薩摩国に移して薩摩二階堂氏に発展する。薩摩二階堂氏の傍流は伊勢国深矢部郷に移り、室町幕府の奉公衆となっている。
これに対して、鎌倉時代末期の備中家当主である二階堂貞藤は政所執事としての活躍の他、吉野攻撃の総大将など武将としても活躍した。幕府滅亡後に赦免され建武政権で登用されたが、間もなく謀反の疑いで貞藤を含めた備中家のほとんどが処刑されて没落した。貞藤の兄の時藤の系統は足利尊氏に従って、成藤と行種が鎌倉府の政所執事となった。長禄4年（1460年）4月28日、将軍足利義政が御内書を下した須賀川二階堂氏の藤寿はこの系譜と推定される。出羽家と常陸家も貞藤一族の粛清に巻き込まれ、和泉家は観応の擾乱で足利直義に最後まで従って没落している。

### 信濃流二階堂氏
鎌倉時代の二階堂行政の子・行光の流れで、行盛の代から政所執事を独占した。相次ぐ当主の急逝や隠岐流に執事職を奪われたことで衰退するが、室町時代になると再び勢いを取り戻し、室町幕府の政所執事や評定衆として活躍した。細かく分けると、行盛の子である行泰を祖とする「筑前家」、同じく行盛の子である行綱を祖とする「伊勢家」、同じく行盛の子である行忠を祖とする「信濃家」に分けられる。
3家とも鎌倉幕府の滅亡や観応の擾乱で足利直義方に付いたことで大きな打撃を受けたが、赦された後は勢力を持ちなおして、康安元年（1361年）の畠山国清失脚後は、行春（筑前家）、行詮（伊勢家）、氏貞（信濃家）らが、隠岐流の行種（備中家）と持ち回りで鎌倉府の政所執事に就任し、永享の乱による鎌倉府崩壊まで執事職を独占した。足利持氏期に執事を務め、その使者としてたびたび室町幕府と交渉した二階堂盛秀は系譜不明であるが、信濃守の受領名から伊勢家の行朝の系統と推察される。
京都にいた信濃家の二階堂行直（高衡）・行元兄弟は政所執事を務めた。行元は叔父の高貞（行広）の養子となり、観応の擾乱では足利直義に従ったが、やがて京都に復帰する。政所執事は後に伊勢貞継に奪われたものの、子孫は評定衆として定着する。行元の系統は忠広（元栄）・之忠・忠行と継承され、忠行の代に再び政所執事となる。これは足利義政の元服を足利義満の先例を元に行おうとした際に、義満元服時の政所執事が二階堂行元であったことから、今回も二階堂氏の政所執事が相応しいと言う意見が出たことによる（当時の伊勢氏と二階堂氏は縁戚関係にあり、長く執事職を独占してきた伊勢氏が忠行に執事を譲ることを同意したのも大きい）。忠行の子である二階堂政行は足利義尚の腹心として伊勢氏・摂津氏と権勢を争った。
だが、義尚が急死するとその反動で政行は失脚に追い込まれている。その後、嫡男である二階堂尚行が継承し、足利義澄の元服の際には義満・義政の例に倣うということで伊勢氏から1日だけ政所執事を譲られているが父に先立って病死している。尚行の急死後は弟の有泰、その子とみられる晴泰に継承されている。晴泰は足利義昭の時代まで活動しているのが知られるが、義昭が織田信長に追放された後の消息は不明である。
二階堂行朝（信濃流伊勢家）の子で、室町幕府政所執事代となった二階堂行通の子孫に藤原南家乙麻呂流二階堂氏流大谷氏（読み「おおや」）の大谷元秀がいるが、「真宗大谷派の大谷家」とは関係ない。

### 須賀川二階堂氏
文安元年（1444年）頃、鎌倉から二階堂為氏が須賀川に下向し、命令に従わなくなった須賀川代官二階堂治部大輔を討ち、須賀川城に入ったという。この為氏が須賀川二階堂氏の初代当主といわれている。現存する須賀川二階堂氏の系図の多くは後世に作成されたものであり、為氏以前がどの家系につながるかは判然としない。
須賀川二階堂氏は鎌倉府の時期には三河守系と遠江守系の二つの系統があったようで、戦国期につながるのは足利義政から御内書を下された二階堂藤寿の遠江守系で、二階堂貞藤（備中家）の兄・時藤の養子であった二階堂成藤の子孫と推定される。ただ、藤寿は現存する二階堂氏の系図には名前が見当たらず、為氏との関係は定かでない。
天文11年（1542年）に勃発した天文の乱と呼ばれる伊達氏の内訌（ないこう）に端を発した大乱では、伊達稙宗の娘婿二階堂照行（輝行とも）は稙宗方となっている。
永禄年間（1558年から1570年）になると、度々蘆名氏に攻められ、二階堂盛義は息子を人質として送り講和した。
盛義の死後当主となった二階堂行親は早世し、その跡は盛義の未亡人であり、伊達政宗の伯母にあたる阿南の方（大乗院）が継いでいた。そのため政宗も幾度となく降伏を薦めたが、阿南の方はこれを頑強に拒否。天正17年（1589年）10月26日政宗に攻められて、須賀川城は落城した。阿南の方はその後政宗を嫌って甥の岩城常隆を頼り、常隆の死後は佐竹義宣の元に身を寄せた。佐竹氏が出羽に移封されると病のため須賀川に留まることになり、1602年に62歳で没したという。

### 薩摩二階堂氏
戦国時代の薩摩国の有力国人で後に島津氏家臣となった二階堂氏は、隠岐流二階堂氏隠岐家の行景が霜月騒動に巻き込まれ死去した後に、子の泰行が所領の一部のあった薩摩国阿多郡（現鹿児島県南さつま市）に下向して土着した流れで、この系統の末裔が自由民主党副総裁や幹事長などを歴任した二階堂進であり、その住居が重要文化財に指定されている二階堂家住宅である。
また、嫡流を称する田布施郷士の二階堂氏と分流の加治木郷士の二階堂氏は島津綱貴の側室を出した縁で城下士に転籍し、後に家老などの重役を出すようになっている。

### 出羽二階堂氏
六郷氏を参照。

### 尾張二階堂氏
二階堂行通、大谷元秀、二階堂衛守 
を参照。

## 二階堂氏当主
鎌倉時代（政所令および政所執事）
| 就任者             | 在任期間        | 家系                   | 備考 |
| ------------------ | --------------- | ---------------------- | --- |
| 二階堂行政         | -               | 藤原南家乙麻呂流工藤氏 | 政所令（別当）、十三人の合議制の一人 |
| 二階堂行光         | - 1219年        | 信濃流                 | 行政の子、行村の弟 |
| 二階堂行盛         | 1224年 - 1253年 | 信濃流                 | 行光の子 |
| 二階堂行泰         | 1253年 - 1262年 | 信濃流（筑前家）       | 行盛の子 |
| 二階堂行頼         | 1262年 - 1263年 | 信濃流（筑前家）       | 行泰の子 |
| 二階堂行泰（再任） | 1263年 - 1265年 | 信濃流（筑前家）       | |
| 二階堂行実         | 1265年 - 1269年 | 信濃流（筑前家）       | 行泰の子 |
| 二階堂行綱         | 1269年 - 1281年 | 信濃流（伊勢家）       | 行盛の子、藤伊勢守伊勢入道（二階堂行綱）は子・政所執事藤下総守二階堂頼綱と弟・藤信濃守二階堂行忠や評定衆の源対馬守佐々木氏信（後に近江守）らと共に元寇という未曽有の国難に対処した。 |
| 二階堂頼綱         | 1281年 - 1283年 | 信濃流（伊勢家）       | 行綱の子、政所執事藤下総守二階堂頼綱は父・行綱と叔父・行忠や評定衆の幕臣らと共に元寇に対処した。 |
| 二階堂行忠         | 1283年 - 1290年 | 信濃流（信濃家）       | 行盛の子、藤信濃守二階堂行忠は兄・行綱と甥・頼綱や評定衆の幕臣らと共に元寇に対処した。頼綱の急死により後に政所執事となる。 |
| 二階堂行貞         | 1290年 - 1293年 | 信濃流（信濃家）       | 行忠の孫、平禅門の乱後に罷免 |
| 二階堂行藤         | 1293年 - 1302年 | 隠岐流（備中家）       | 行村の曾孫 |
| 二階堂行貞（再任） | 1302年 - 1329年 | 信濃流（信濃家）       | |
| 二階堂貞衡         | 1329年 - 1332年 | 信濃流（信濃家）       | 行貞の子 |
| 二階堂貞藤         | 1332年 - 1333年 | 隠岐流（備中家）       | 行藤の子、元徳2年（1330年）に甲斐国守護職となり、高僧夢窓疎石を招き恵林寺（戦国時代の大名武田信玄公菩提寺とす）を創建する。鎌倉幕府初代征夷大将軍源頼朝と北条得宗家以来、最後の鎌倉幕府政所執事（後醍醐天皇より「朝敵の最一、武家（14代執権北条高時）の補佐」と賞される『太平記』）、建武政権で雑訴決断所の八番衆（北陸道）に勤め西園寺公宗らによる北条氏（北条高時の遺児北条時行 中先代の乱）再興の陰謀に加担したとされ、建武元年12月28日（1335年1月23日）に六条河原において処刑された。享年68歳（太平記） |

建武・室町時代（政所執事および政所執事代）
| 就任者             | 在任期間        | 家系             | 備考 |
| ------------------ | --------------- | ---------------- | --- |
| 二階堂時綱         | 1333年          | 信濃流（伊勢家） | 盛綱の子、佐々木道誉の義父。鎌倉将軍府（後の鎌倉府）及び室町幕府政所執事（観応の擾乱では足利直義方についた。） |
| 二階堂行朝         | 1335年          | 信濃流（伊勢家） | 貞綱の子（観応の擾乱では初め足利直義方についたが、後に足利尊氏方に降った。）                                   |
| 二階堂行直         | 1340年          | 信濃流（信濃家） | 貞衡の子 |
| 二階堂時綱（再任） | 1346年          | 信濃流（伊勢家） | |
| 二階堂時綱（再任） | 1348年          | 信濃流（伊勢家） | |
| 二階堂行朝（再任） | 1349年          | 信濃流（伊勢家） | |
| 二階堂時綱（再任） | 1350年          | 信濃流（伊勢家） | |
| 二階堂行通         | 1351年          | 信濃流（伊勢家） | 行朝の子、政所執事代                                                                                           |
| 二階堂行朝（再任） | 1352年          | 信濃流（伊勢家） | |
| 二階堂政元         | 1353年          | 信濃流（筑前家） | 時元の子 |
| 二階堂行元         | 1368年          | 信濃流（信濃家） | 貞衡の子 |
| 二階堂忠行         | 1449年 - 1459年 | 信濃流（信濃家） | 行元の曾孫 |
| 二階堂尚行         | 1493年          | 信濃流（信濃家） | 忠行の孫 |

## 一族・主要家臣
（工藤氏）----工藤維遠―工藤維兼―工藤維行―工藤行遠
- 二階堂行政 … 行遠の子、鎌倉幕府政所令

### 隠岐流
- 二階堂行村

隠岐家
- 二階堂基行 … 行村の子
  - 二階堂行景 … 基行の孫、引付衆、霜月騒動で誅殺（『尊卑分脈』）または自害（続群書類従「工藤二階堂系図」）
  - 二階堂泰行 … 行景の子、薩摩国阿多郡に下向、土着
  - 二階堂盛行 … 行景の子

備中家
- 二階堂行有 … 行村の孫
  - 二階堂行藤 … 行有の子、政所執事、高祖父行政の築いた岐阜城（美濃國井之口の山館）の館主、行藤の死後、廃城となる。
  - 二階堂時藤 … 行藤の子
  - 二階堂貞藤 … 行藤の子、法名・道蘊、政所執事、建武政権雑訴決断所四番衆、建武元年（1334年）12月に謀反の嫌疑で処刑
  - 二階堂成藤 … 時藤の養子（実父は隠岐家の盛行）、室町幕府鎌倉府政所執事（文和元年（1352年）～文和4年（1355年））
  - 二階堂行種 … 成藤の子、室町幕府鎌倉府政所執事（貞治2年（1363年）～貞治4年（1365年）、応安2年（1369年）～応安5年（1372年））
  - 二階堂定種 … 行種の子か、室町幕府鎌倉府政所執事（明徳4年（1393年）～応永3年（1396年））

### 信濃流
- 二階堂行光
- 二階堂行盛

筑前家
- 二階堂行泰 … 行盛の子、筑前守、左衛門尉、政所執事
  - 二階堂行頼 … 行泰の子、加賀守、左衛門尉、政所執事
  - 二階堂行実 … 行泰の子、信濃守、左衛門尉、政所執事
    - 二階堂貞宗（1289年 - 1372年） … 行実の孫（『尊卑分脈』）または曾孫（続群書類従「工藤二階堂系図」）、下総守、三郎左衛門尉、泰尋頓阿、一説に藤原師実の子孫とも
    - 二階堂光貞 … 行実の孫、貞宗の兄弟（『尊卑分脈』）または父（続群書類従「工藤二階堂系図」）、下総守、
    - 二階堂高実 … 光貞の子、三郎左衛門
    - 二階堂氏盛（貞盛？） … 因幡三郎左衛門尉、下総守、下総入道、貞宗または高実の子孫か、室町幕府鎌倉府政所執事（永徳3年（1383年）～至徳元年（1384年）、応永3年（1396年）～応永11年（1404年）、応永14年（1407年）～応永22年（1415年））

  - 二階堂行佐 … 行泰の子
    - 二階堂行清（高憲） … 行佐の曾孫、因幡三郎、建武政権鎌倉将軍府関東廂番二番衆

  - 二階堂行重 … 行泰の子
    - 二階堂時元 … 行重の孫
    - 二階堂行春（高元） … 時元の子、下野判官、室町幕府鎌倉府政所執事（貞治元年（1362年）～貞治2年（1363年））
    - 二階堂政元 … 時元の子、二階堂三郎、左衛門、大蔵、室町幕府政所執事（文和2年（1353年））
    - 二階堂清春 … 時元の孫か、下野守、室町幕府鎌倉府政所執事（至徳元年（1384年）～明徳元年（1390年））
    - 二階堂満春 … 行春の子、または孫か、下野守、室町幕府鎌倉府政所執事（応永11年（1404年）～応永12年（1405年）、応永22年（1415年）～応永24年（1417年）、応永28年（1421年）～応永33年（1426年）以降）

伊勢家
- 二階堂行綱 … 行盛の子、伊勢守、左衛門尉、政所執事
  - 二階堂頼綱 … 行綱の子、下総守、左衛門尉、政所執事
  - 二階堂盛綱 … 行綱の子、伊勢守、入道（行真）、鎌倉幕府評定衆（永仁3年（1295年））
  - 二階堂時綱 … 盛綱の子、佐々木道誉の義父、三河守、三郎左衛門尉、引付方頭人、評定衆、内談衆、建武政権鎌倉将軍府政所執事、室町幕府政所執事、元弘3年（1333年）、貞和2年/正平元年（1346年）、貞和4年（1348）、観応元年（1350）、応長元年（1311）三河入道（行諲）、仕北条貞時、北条高時、北条時行、後醍醐天皇、足利直義
  - 二階堂貞綱（師綱） … 頼綱の子、行朝の父、下総守、三郎左衛門尉
  - 二階堂行朝（？年 - 1353年） … 貞綱の子、頼綱の孫、信濃守、左衛門尉、安堵方頭人、引付方頭人、引付方寄人、評定衆、内談衆、信濃入道（行珍）、建武政権政所執事、室町幕府政所執事（建武2年（1335年）、延元3年/暦応元年（1338年）、正平7年/文和元年（1352年））、仕北条高時、後醍醐天皇、足利直義、足利尊氏
  - 二階堂行親（？年 - 1336年） … 行朝の子、建武3年（1336年）正月に豊島河原合戦（糺河原合戦）で戦死、仕北条高時、後醍醐天皇、北畠顕家、二階堂顕行、はじめ二階堂顕行の養子となるが戦死の為、弟・行詮が養子となる。弟・行通、父・行朝、顕行らと共に数多の合戦に参戦し、行親は鬼二階堂と恐れられる。また生涯官位の叙位叙勲や賞状を嫌ったとされ無冠無官位を貫く。
  - 二階堂行通（？年 - 1351年） … 行朝の子、美濃守、四郎左衛門尉、引付方寄人、美濃入道（行宏）、室町幕府政所執事代（観応2年（1351年））、仕北条高時、後醍醐天皇、足利直義、足利尊氏
  - 二階堂行詮（行良） … 行朝の子、信濃守、民部大輔、式部大輔、入道（友政）、行良と同人か「詮 - 良ともにあきらと読む」、室町幕府鎌倉府政所執事（貞治4年（1365年）～貞治6年（1367年）、応安5年（1372年）～永和元年（1375年）、康暦元年（1379年）～康暦2年（1380年）、永徳2年（1382年）～永徳3年（1383年）、明徳元年（1390年）～明徳4年（1393年））、仕足利尊氏、足利義詮、足利義満、足利基氏、足利氏満、将軍足利義詮より偏諱を賜う。山城流（信濃家）二階堂顕行（あきゆき）の養子となり、奥州二階堂氏の祖となる。妹は顕行室、南北朝時代で父・行朝（行珍）、兄・行通（行宏）、行詮（友政）、時綱（行諲）、貞藤（道蘊）、貞衡（行恵）、顕行はいずれも政所執事や評定衆を勤める。子孫は戦国大名二階堂盛義で知られる。須賀川城主二階堂須賀川刑部少輔行嗣は行詮の孫にあたる。

山城流　信濃家
- 二階堂行忠 … 行盛の子、政所執事
  - 二階堂行貞 … 行忠の孫、政所執事
  - 二階堂貞衡 … 行貞の子、政所執事
  - 二階堂行直 … 貞衡の子、室町幕府政所執事
  - 二階堂行元 … 貞衡の子、高貞（別名・行広、貞衡の弟）の養子、室町幕府政所執事
  - 二階堂氏貞 … 行直の子か、宮内少輔、室町幕府鎌倉府政所執事（康安元年（1361年）～貞治元年（1362年）、貞治6年（1367年）～応安2年（1369年）、永和元年（1375年）～康暦元年（1379年）、康暦2年（1380年）～永徳2年（1382年））
  - 二階堂忠行 … 行元の曾孫、室町幕府政所執事
  - 二階堂政行 … 忠行の子、左衛門、将軍足利義政より偏諱を賜う。
  - 二階堂尚行 … 政行の子、二階堂又三郎、室町幕府政所執事（将軍足利義澄元服の一日のみ）、将軍足利義尚より偏諱を賜う。
  - 二階堂有泰 … 政行の子、評定衆、中務大輔
  - 二階堂晴泰 … 有泰の子か、中務大輔

### 系譜不明
- 二階堂盛秀 … 信濃守、受領名から伊勢家の行朝の後裔か、室町幕府鎌倉府政所執事（応永26年（1419年）以前～応永28年（1421年）、正長元年（1428年）～永享3年（1431年）、永享6年（1434年）～永享10年（1438年））
- 二階堂成行 … 左衛門、信濃？、長禄年間1457年 - 1461年頃に古河公方・足利成氏に仕え、｢成｣の字を賜う。
- 二階堂政盛 … 左衛門、古河公方・足利政氏に仕え｢政｣の字を賜う。

### 須賀川二階堂氏
行朝（伊勢家） — 行親 — 行光 — 行永 — 行宗 — 行続 — 為氏 — 行光 — 行詮 — 晴行 — 輝行 — 盛義（『系図纂要』）
1. 二階堂為氏（為藤、寿丸、盛重）（？年 - 1464年） … 次郎、遠江、茂山樹英、須賀川城主、『系図纂要』では行続（行嗣）の子、長禄寺所蔵「二階堂藤原系図」では行秋（筑前家・光貞の子）の孫、須賀川市普応寺の寺伝では式部大輔為治の子
2. 二階堂行光（？年 - 1477年） … 山城、嘉山道教
3. 二階堂行詮（宗続？）（？年 - 1497年） … 山城、青林茂公
4. 二階堂行景（？年 - 1504年） … 太郎左衛門、瑞山昌公
5. 二階堂晴行（？年 - 1542年） … 続義、信濃行直、遠江、喜山常公、将軍足利義晴より偏諱を賜う。
6. 二階堂輝行（照行）（？年 - 1564年） … 弾正、信濃行秀、秀山義公、将軍足利義輝より偏諱を賜い、駿河輝行とも表記する。
7. 二階堂盛義（？年 - 1581年） … 遠江、信濃行盛、松山藤公
8. 二階堂行親（盛行） （1570年 - 1585年）… 信濃二郎行親

- 蘆名盛隆 … 盛義の子、蘆名氏に養子入り

【一門】
- 矢田野盛秀 … 『系図纂要』では為氏の兄弟、室町幕府鎌倉府政所執事の二階堂盛秀とは別人か
- 矢田野義正
- 矢田野行義
- 矢田野行政
- 矢田野行正
- 保土原行有
- 保土原行藤
- 保土原重行
- 浜尾行泰
- 浜尾盛泰
- 浜尾泰親
- 浜尾宗泰

【家臣】
- 遠藤勝重（？年 - 1589年） … 天正17年（1589年）10月、伊達氏の須賀川城攻めで奮戦するも戦死
- 須田盛秀（1530年 - 1625年）… 天正17年（1589年）10月、伊達氏の須賀川城攻めで奮戦。落城後、常陸に落ち延び佐竹氏に仕える
- 矢部義政 … 天正17年（1589年）10月、伊達氏の須賀川城攻めに内応。戦後、伊達氏に仕える
- 守屋俊重 … 天正17年（1589年）10月、伊達氏の須賀川城攻めに内応。戦後、伊達氏に仕える

（以上を二階堂四天王という）
- 須田秀広
- 須田頼隆
- 須田照秀
- 須田永秀
- 須田秀行
- 守屋重清
- 遠藤壱岐守（但馬守）
- 泉田行雄
- 塩田政繁
- 大久保資近